# 台湾鉄道線区司令部
台湾鉄道線区司令部（たいわんてつどうせんくしれいぶ）は日本による台湾統治の初期、台湾に上陸した陸軍が、占領した鉄道を運営するために設けられた軍用鉄道としての部門である。統治がより具体的になり鉄道隊が台湾に到着すると、業務を臨時台湾鉄道隊に引き継ぎ解散した。

## 沿革
1895年（明治28年）6月10日台湾総督府内に台湾鉄道線区司令部が置かれ、総督府陸軍局工兵部長児玉徳太郎工兵大佐を台湾鉄道線区司令官とする。各司令部の運輸担当には逓信省から派遣され、臨時鉄道隊附逓信省鉄道技師となっている小山保政が担当した。6月12日に業務が開始され、各停車場に司令部が置かれる。停車場司令官は軍事鉄道の法規と台湾の鉄道に関する規定により事務を担当する。9月12日鉄道隊長工兵大佐山根武亮が台湾に到着し、9月24日鉄道輸送規則の改定ととも鉄道線区司令部は廃止された。また同時期の1895年（明治28年）6月に民政局通信部内に鉄道課が設置され、課内に経理掛、運輸掛、汽車掛、測量掛、庶務掛がおかれた。課長には小山保政が就任し、同隊逓信省鉄道技師山田（伊地知）壮熊が補佐した。鉄道隊が到着すると即日鉄道課は消滅し、鉄道職員は大本営附を解かれ鉄道隊附となる。7月1日小山保政から旧鉄道課の事務は、鉄道隊鉄道班長逓信省鉄道技師江種同に引き継ぎ、小山保政は逓信省鉄道局に復帰する。

## 停車場司令部
| 名称               | 設置日年月日              | 司令官名              | 書記名                  |
| ------------------ | ------------------------- | --------------------- | ----------------------- |
| 台北停車場司令部   | 1895年（明治28年）6月10日 | 陸軍步兵中尉 倉田房吉 | 不明                    |
| 基隆停車場司令部   | 1895年（明治28年）6月10日 | 陸軍步兵少尉 内藤政任 | 不明                    |
| 水返脚停車場司令部 | 1895年（明治28年）7月31日 | 陸軍步兵大尉 都築直基 | 陸軍歩兵軍曹 戸田鉄蔵   |
| 海山口停車場司令部 | 1895年（明治28年）7月31日 | 陸軍步兵大尉 岩尾惇正 | 陸軍歩兵軍曹 林岩橘     |
| 桃仔園停車場司令部 | 1895年（明治28年）7月31日 | 陸軍步兵大尉中島康直  | 陸軍歩兵軍曹 山口彌三郎 |
| 中壢停車場司令部   | 1895年（明治28年）7月31日 | 陸軍步兵大尉若山兵彌  | 陸軍歩兵軍曹 内川捨五郎 |
| 大湖口停車場司令部 | 1895年（明治28年）7月31日 | 陸軍步兵大尉小野憑正  | 陸軍雇員 紀伊良之助     |